# 波尔佩托
波尔佩托（義大利語：Porpetto），是意大利乌迪内省的一个市镇。总面积19.65平方公里，人口2702人，人口密度137.5人/平方公里（2009年）。ISTAT代码为030077。